# Rifampicina/isoniazida/pirazinamida
Rifampicina/isoniazida/pirazinamida es un medicamento utilizado para tratar la tuberculosis.  Es una combinación en dosis fija de rifampicina, isoniazida y pirazinamida.  Se usa solo o junto con otros medicamentos antituberculosos.  Se administra vía oral.
Los efectos secundarios son los de los medicamentos subyacentes.  Estos pueden incluir falta de coordinación, pérdida de apetito, náuseas, dolor en las articulaciones, cansancio y entumecimiento.  Los efectos secundarios graves incluyen problemas hepáticos.  El uso en personas menores de 15 años puede no ser apropiado.  No está claro si el uso durante el embarazo es seguro para el bebé.
Rifampicina/isoniazida/pirazinamida fue aprobada para uso médico en los Estados Unidos en 1994.  Está en la Lista de medicamentos esenciales de la Organización Mundial de la Salud, los medicamentos más efectivos y seguros que se necesitan en un sistema de salud.  El costo mayorista en el mundo en desarrollo era en 2014 de aproximadamente US$3,93 al mes.  En el Reino Unido, un mes de tratamiento le costaba en 2015 al NHS aproximadamente £ 39,51.

## Usos médicos
El propósito de la combinación en dosis fija es facilitar que las personas tomen sus medicamentos; pero también es para garantizar que si las personas se olvidan de tomar uno o dos de sus medicamentos, no desarrollen resistencia a los medicamentos restantes. 

## Sociedad y cultura
Es producido por Aventis. 